# Improv Everywhere

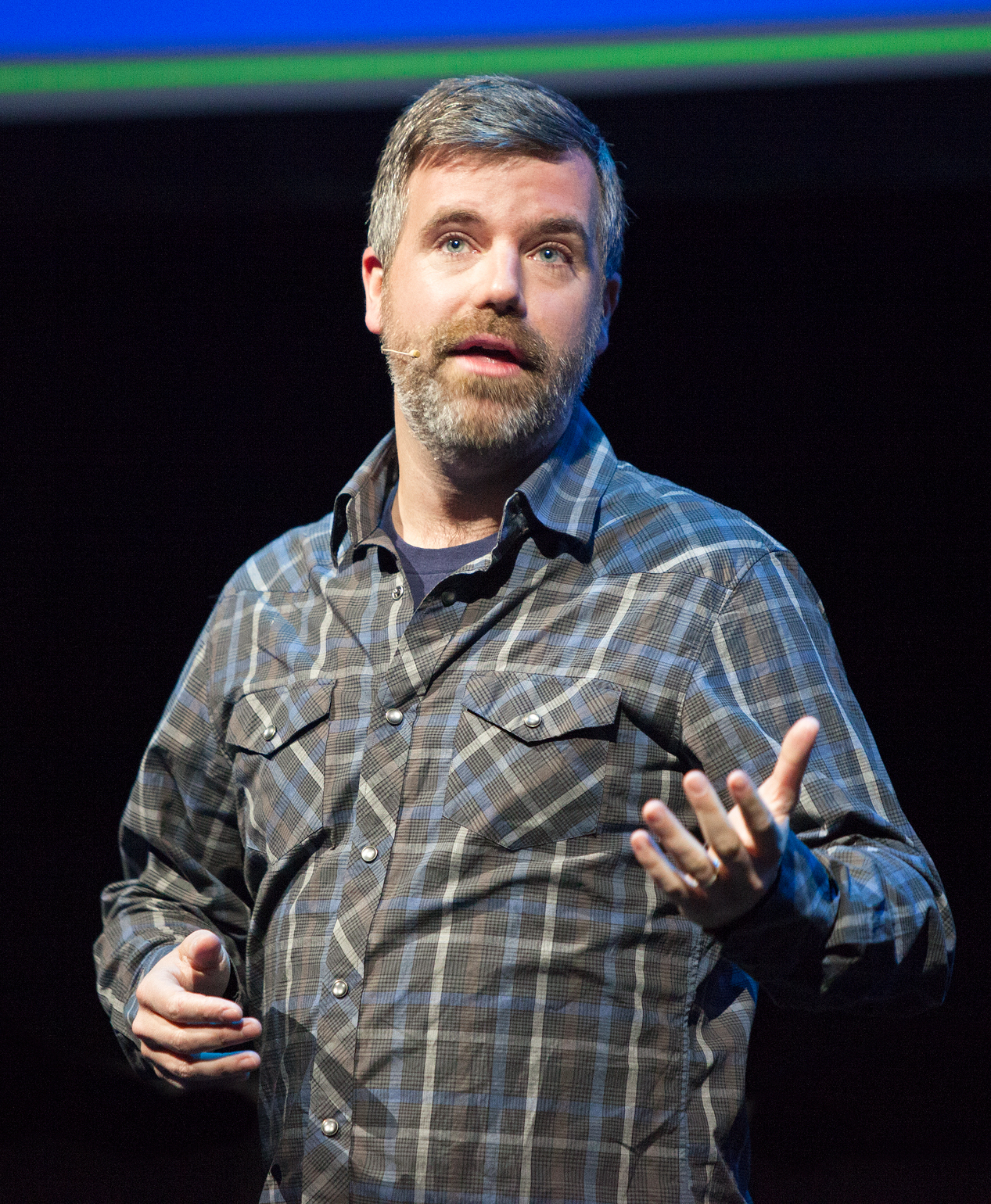
Charlie Todd

Improv Everywhere (a menudo abreviado IE) es grupo de arte de actuación cómica con sede en la ciudad de Nueva York, formada en 2001 por Charlie Todd. Su lema es "causamos escenas."
El grupo lleva a cabo bromas , que ellos llaman "misiones", en los lugares públicos. El objetivo declarado de estas misiones es causar escenas de "caos y alegría." Algunas de las misiones del grupo utilizan cientos de artistas y son similares a los flash mobs, mientras que otras misiones utilizan sólo un puñado de artistas. Improv Everywhere ha declarado que no identifican su trabajo con el término flash mob, en parte debido a que su sitio ha sido creado dos años antes de la tendencia flash mob.
Improv Everywhere ha sido perfilado por muchos medios de comunicación tanto internacionales, como nacionales y The New York Times, The Today Show y ABC Nightline. Todd fue entrevistado en un episodio de This American Life en 2005. Aunque tocó brevemente dos misiones ("No Pants" y "La Moebius"), el espectáculo se centró en "Best Gig Ever" (el mejor concierto) y  "Ted's Birthday",  ("el cumpleaños de Ted"), y en cómo se crean reacciones no deseadas. Improv Everywhere también apareció en el episodio piloto para el programa de televisión This American Life de televisión en Showtime. En 2007, el grupo lanzó un programa piloto de televisión para NBC.